# Enzo Sereni
Enzo Chaim Sereni (hebräisch אֶנְצוֹ חיים סֶרֶנִי, geboren 17. April 1905 in Rom; gestorben 18. November 1944 im KZ Dachau) war ein italienischer Zionist und einer der Gründer von Givat Brenner. Er war als Pazifist um die friedliche Koexistenz von arabischen und jüdischen Bürgerinnen und Bürgern Palästinas bemüht.

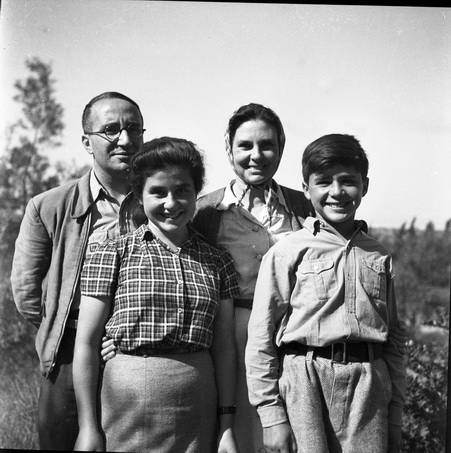
Enzo Sereni mit seiner Familie (1944)

## Leben
Sereni wuchs in einer assimilierten jüdischen Familie auf. Sein Vater war als Arzt unter anderem für den italienischen König tätig. Nach seinem Examen an der Universität Rom wanderte Sereni mit Frau und Tochter 1927 nach Palästina aus. Zunächst wohnten sie in Rechovot, wo sie sich der Kibbuz- und der Gewerkschaftsbewegung der Histadrut anschlossen. Sie gehörten 1928 zu den Mitbegründern des Kibbuz Givat Brenner. In den frühen 1930er Jahren besuchte Sereni Deutschland. und andere europäische Länder, um Pioniere für Palästina (Chaluzim) auszubilden. Er gehörte auch der Leitung des Hechaluz in Berlin an.
Mit seiner Familie siedelte Sereni Mitte der 1930er Jahre nach New York über, wo sie in einer zionistischen Kommune am Riverside Drive lebten. Von dort kehrten sie nach Givat Brenner zurück.
Mit Beginn des Zweiten Weltkriegs hatte er sich zu den britischen Streitkräften gemeldet und war nach Einsätzen in Ägypten und dem Irak als Fallschirmspringer der Special Operations Executive (SOE) ausgebildet worden. Am 15. Mai 1944 sprang er im deutsch besetzten Norditalien ab, um einen gemeinsam von der Jewish Agency und der SOE geplanten Einsatz auszuführen. Er wurde jedoch von deutschen Einheiten gefasst und später im KZ Dachau ermordet.
Sereni war verheiratet mit Ada Ascarelli (1905–1998), die 1945 bis 1948 die 38 Alija-Bet-Flüchtlingsschiffe aus Italien organisierte. Gemeinsam hatten sie drei Kinder: Channah (* 1926), Hagar (* 1927) und Daniel (1931–1954). „Im Juli 1954 fand zum Gedenken an Enzo Sereni und andere Fallschirmjäger am Ufer des Sees Genezareth in der Nähe des Kibbuz Maʿagan ein Staatsakt statt. Eine Piper-Maschine, die an einer Luftschau teilnahm, stürzte in die Menge. Unter den Toten waren Daniel Sereni, Enzos und Adas Sohn, und seine Frau.“

## Ehrungen

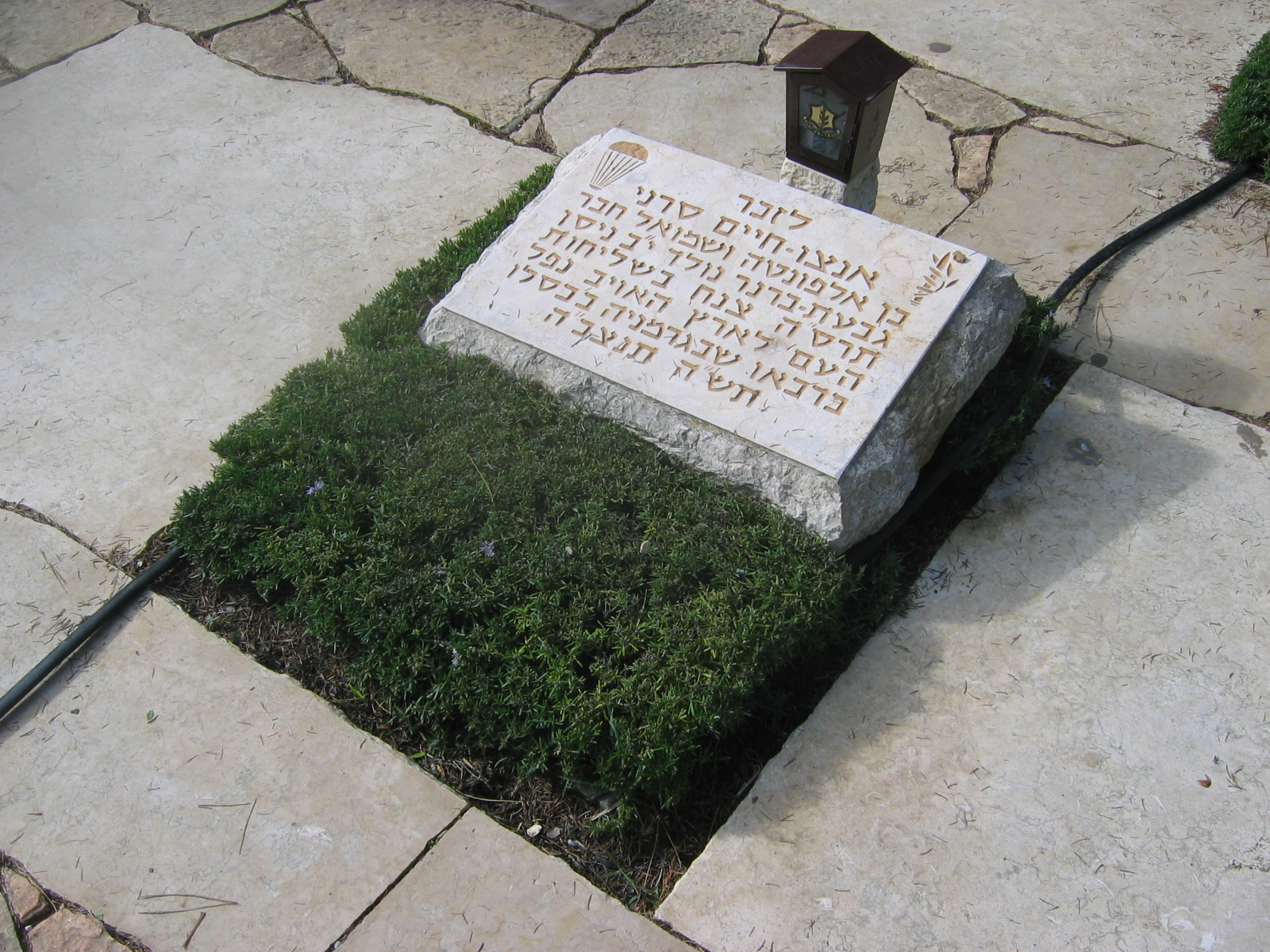
Gedenkstein für Sereni auf dem Herzlberg

- Der Kibbuz Netzer Sereni wurde nach ihm benannt.
- Eine Straße in Haifa trägt seinen Namen.
- Eine israelische Briefmarke wurde ihm gewidmet.
- Das 1947 eingeweihte Kulturhaus in Givath Brenner wurde nach Sereni benannt.[6]

## Schriften (Auswahl)
- Enzo Sereni mit R.E. Ashery: Arabs and Jews in Palestine: studies in a national and colonial problem. Hechalutz Press, New York City 1936.
- Enzo Sereni: האביב הקדוש: יומנים, מכתבים, מאמרים, קובץ (He-Aviv ha-Qadosch: Yomanim, Michtavim, Ma'amarim, Qovez; Der heilige Frühling: Tagebücher, Briefe, Artikel, Sammelband), Am Oved, Tel Aviv 1947
- Enzo Sereni: מקורות הפאשיזם האיטלקי (Meqorot ha-Faschizm ha-Italqi; Wurzeln des italienischen Faschismus). Ha-Qibbuz ha-Me'uchad, Tel Aviv / Yafo 1951
- Enzo Sereni und Emilio Sereni: Politica e utopia: lettere 1926-1943 (Politik und Utopie: Briefe 1926–1943), besorgt von David Bidussa und Maria Grazia Meriggi. La nuova Italia, Florenz 2000.